# Les Tribulations d'un Chinois en Chine (pièce de théâtre)
Pour les articles homonymes, voir Les Tribulations d'un Chinois en Chine.
Les Tribulations d'un Chinois en Chine est une pièce de théâtre en trois actes et quinze tableaux de Claude Farrère et Charles Méré sur une musique de Claude Guillon-Verne d'après le roman de Jules Verne du même nom,.

## Historique
En juin 1929, Claude Guillon-Verne obtient de son cousin, Michel Verne, fils de Michel Verne, l'autorisation d'adapter à la scène le roman de Jules Verne, l'autorisation valant pour la participation de Claude Farrère. Michel Verne se conserve alors un tiers des droits d'auteur. Claude Guillon-Verne tarde à trouver le théâtre qui accepterait la pièce. Farrère, par l'intermédiaire de Pierre Benoît, lui propose alors le théâtre Sarah Bernhardt. Les directeurs, les frères Isola, cherchant à présenter une pièce pouvant concurrencer les représentations du Tour du Monde en quatre-vingts jours et de Michel Strogoff du Théâtre du Châtelet, sont intéressés. Mais ils préfèrent une comédie à l'opérette initialement prévue. Pour cela, Farrère s'adjoint la collaboration de Charles Méré qui obtient de lui-même l'autorisation par Michel Verne. La composition musicale de Guillon-Verne se trouve alors amoindrie bien que la critique sera très positive envers elle.
La Générale de la pièce est montée le 18 mai 1931 et la première représentation le 23 mai à l'occasion de l'exposition coloniale
En proie à des difficultés financières, les frères Isola ferment le théâtre Sarah Bernhardt à la fin juin 1931 et la pièce tombe dans l'oubli. Elle ne sera jamais reprise. De ce spectacle ne reste concernant la musique que les partitions de quatre chansons. 
Cette pièce n'a aucun rapport avec le projet d'adaptation que fit Jules Verne de son roman avec Adolphe d'Ennery à la fin des années 1890 et qui ne vit jamais le jour.

## Distribution
- Maurice Escande : Kin-Fô
- Renée Devillers : Léou